# Butte

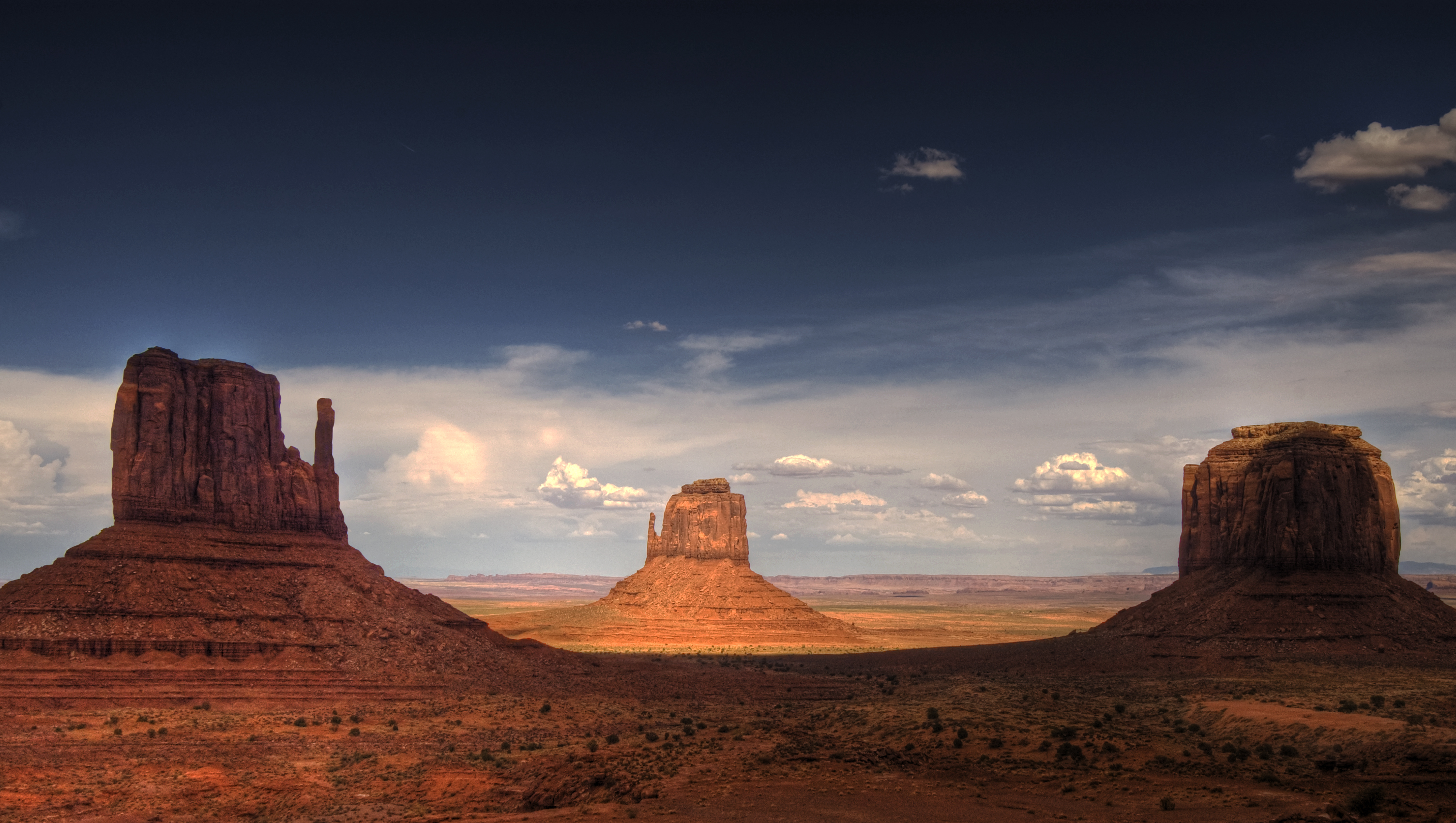
Les Mittens Merrick Butte a Monument Valley, Utah - Arizona

En geomorfologia, una butte (/bjuːt/ ) és un turó aïllat amb vessants escarpats, sovint verticals i un cim petit i relativament pla; Les buttes són formes de relleu més petites que les taules i els altiplans. La paraula butte prové de la paraula francesa butte, que significa monticle; el seu ús és prevalent a l'oest dels Estats Units, inclòs el sud-oest on mesa (en castellà per "taula") s'utilitza per a la forma del relleu més gran. A causa de les seves formes distintives, les buttes són freqüentment punts de referència a les planes i zones muntanyoses. Per diferenciar les dues formes del relleu, els geògrafs utilitzen la regla general que una taula té una part superior que és més ampla que la seva alçada, mentre que un butte té una part superior que és més estreta que la seva alçada.

## Formació
Les buttes es formen per la meteorització i l'erosió quan la roca dura es sobreposa a una capa de roca menys resistent que finalment es desgasta. La roca més dura de la part superior de la butte resisteix l'erosió. El caprock proporciona protecció a la roca menys resistent de l'abrasió del vent que la deixa aïllada. A mesura que la part superior s'erosiona encara més per l'abrasió i la intempèrie, l'excés de material que cau s'afegeix al pendent de la tartera o del talus al voltant de la base. A una escala molt més petita, el mateix procés forma hoodoos.

## Buttes notables
Les Mitten Buttes de Monument Valley a la línia de separació Utah - Arizona són dues de les buttes més distintives i àmpliament reconegudes. Monument Valley and the Mittens van proporcionar fons en les escenes de moltes pel·lícules de temàtica occidental, incloses set pel·lícules dirigides per John Ford.  Un altre butte molt conegut i fotografiat amb freqüència al nord d'Arizona és Thumb Butte, que té vistes a la ciutat de Prescott i és la fita geològica més destacada i distintiva dels voltants. La torre dels diables al nord-est de Wyoming és una aigua lacolítica composta per roca ígnia en lloc de pedra sorrenca, calcària o altres roques sedimentàries.

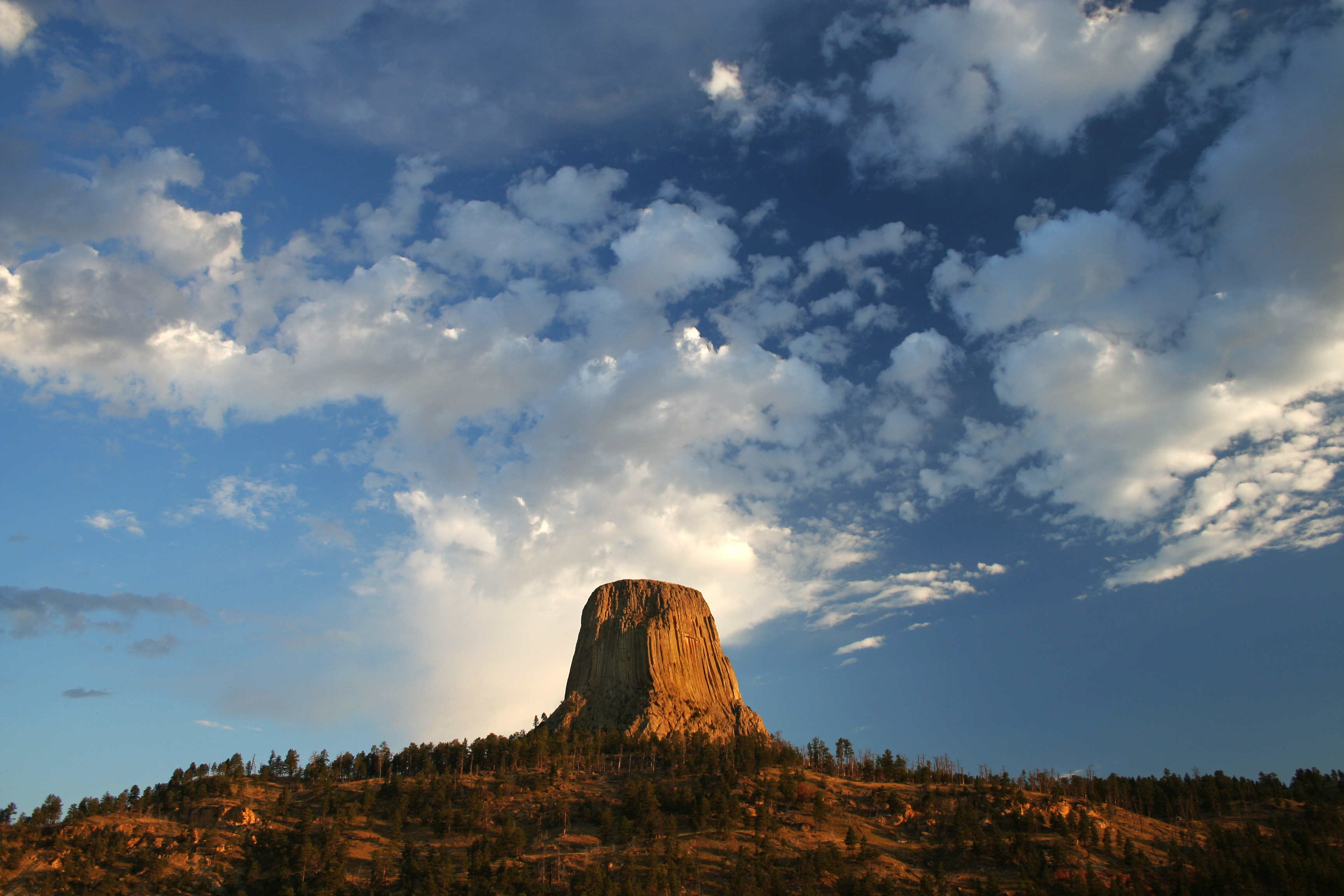
Devils Tower a Wyoming

El terme butte de vegades s'aplica de manera més àmplia a turons aïllats i de vessant costerut amb cims punxeguts o escarpades, en lloc de plans. Tres formacions notables que s'anomenen butte o que es poden considerar buttes encara que no s'ajusten a la regla formal del geògraf són Scotts Bluff a Nebraska, que és una col·lecció de cinc cingleres, Crested Butte, que és un 12,168 ft (3,709 m) . muntanya a Colorado i Elephant Butte, que ara és una illa a l'embassament d'Elephant Butte a Nou Mèxic.
Entre les buttes no planes conegudes als Estats Units hi ha Bear Butte, Dakota del Sud, Black Butte, Oregon i les Sutter Buttes a Califòrnia. En molts casos, els buttes han rebut altres noms que no utilitzen la paraula butte, per exemple, Courthouse Rock, Nebraska. A més, alguns turons grans que tècnicament no són buttes tenen noms amb la paraula, exemples dels quals són Kamiak Butte, Chelan Butte i Steptoe Butte a l'estat de Washington.

## Galeria

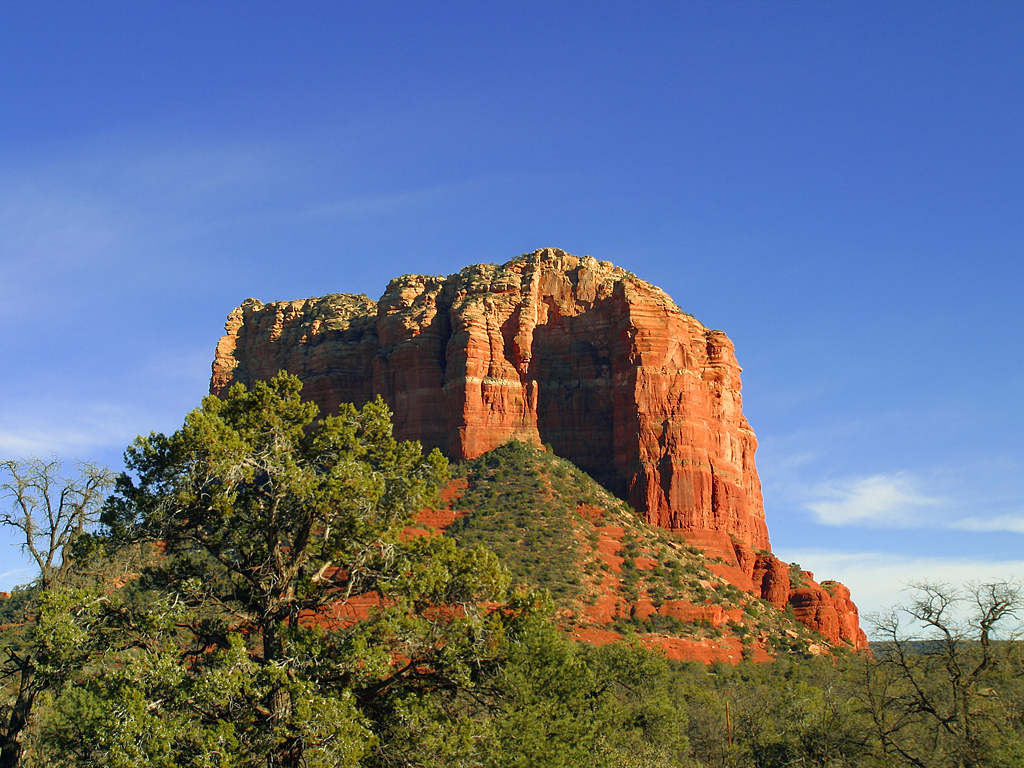
Courthouse Butte prop deSedona, Arizona
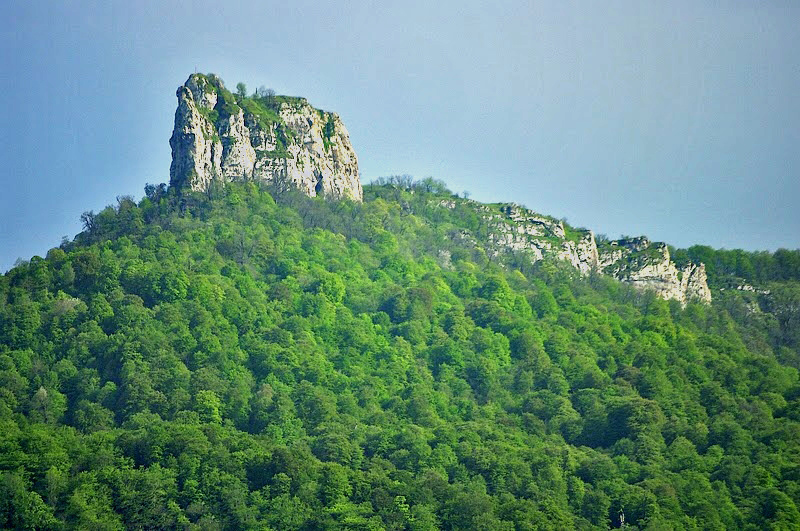
Qaxaç Qalası o Kachaghakaberd, Khojali District, Azerbaijan
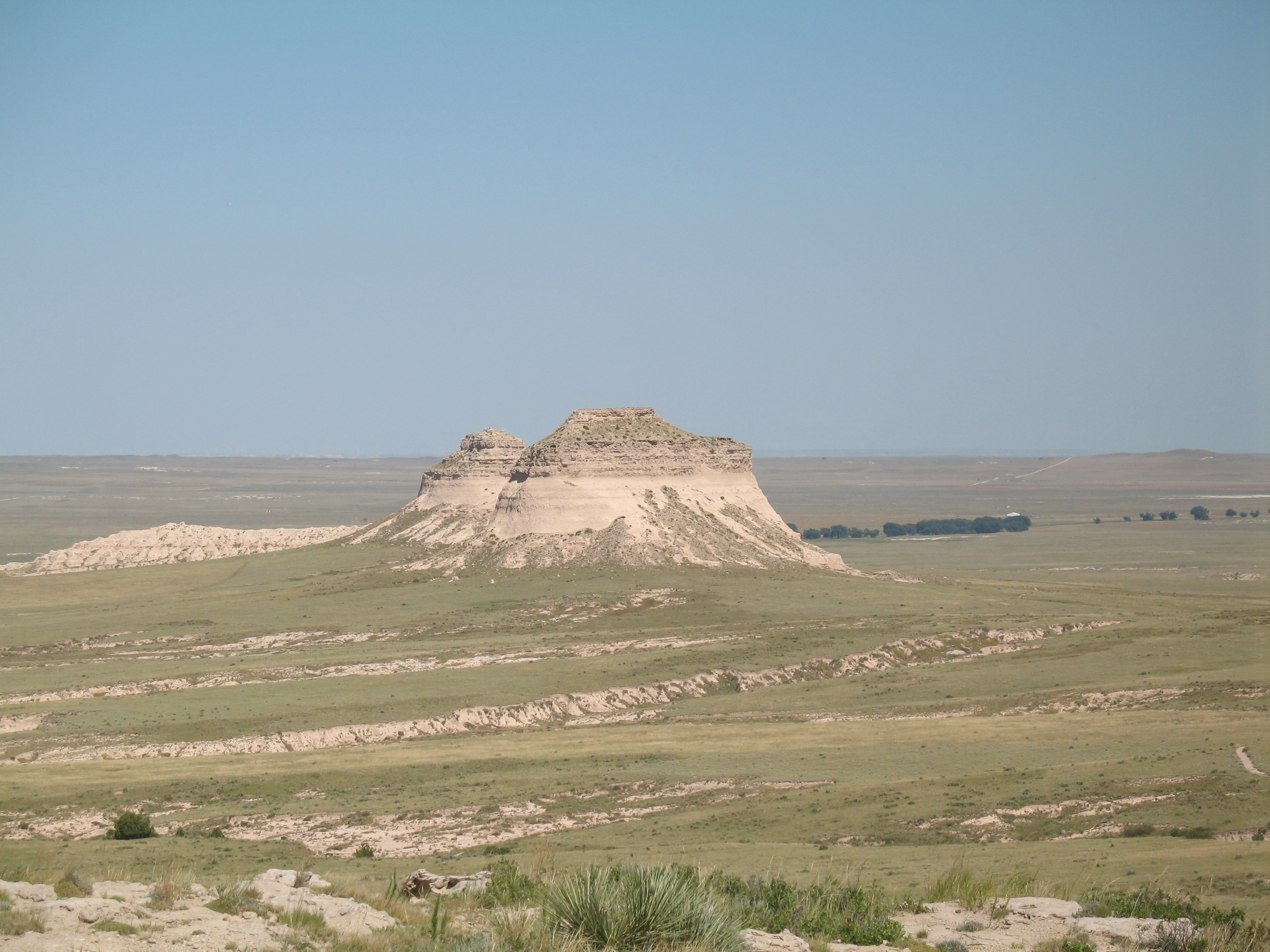
Pawnee Buttes, Pawnee National Grassland, Colorado
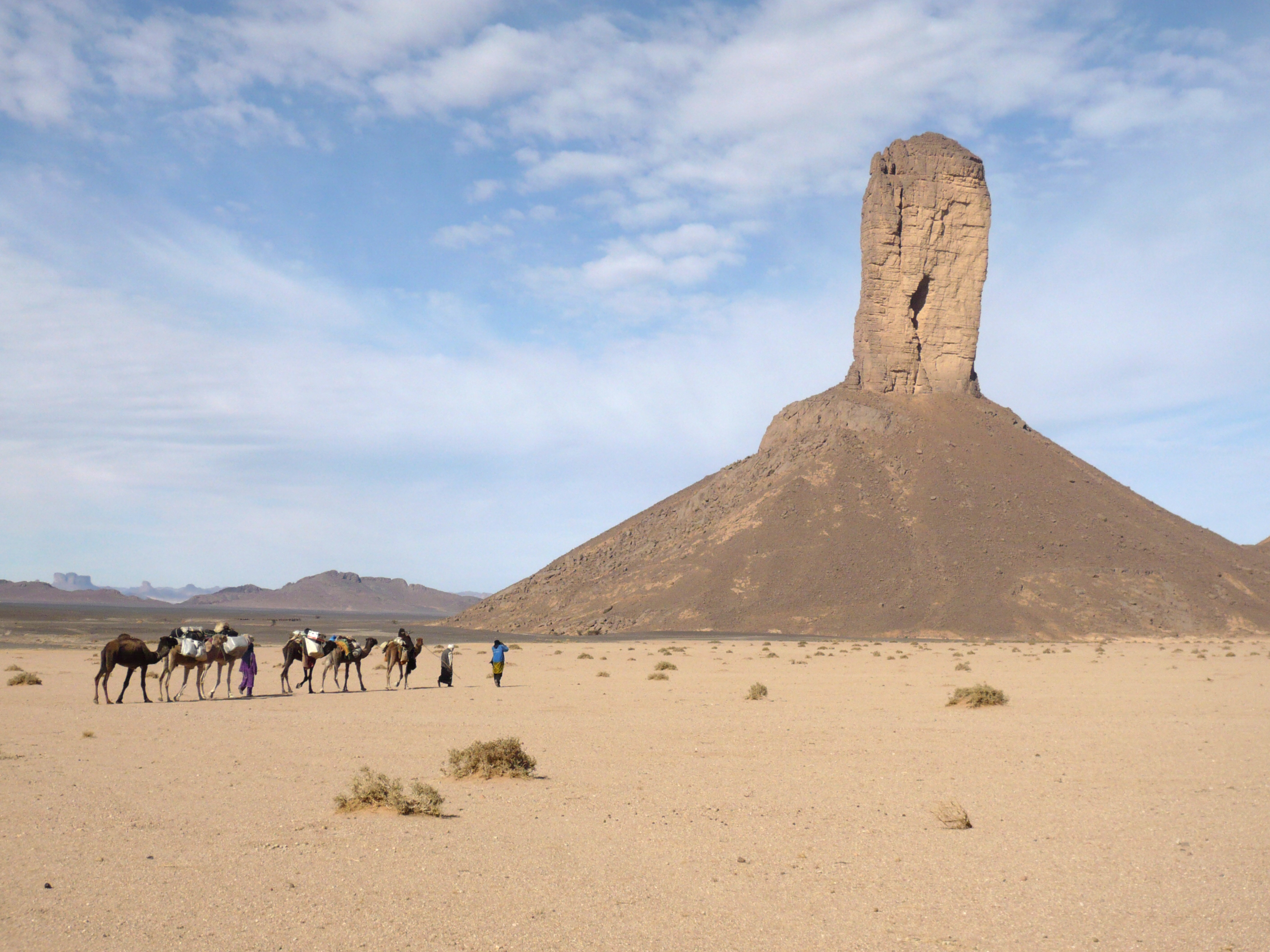
Tamanrasset Province, Algèria